# EN Андромеды
EN Андромеды (лат. EN Andromedae) — одиночная переменная звезда в созвездии Андромеды на расстоянии (вычисленном из значения параллакса) приблизительно 7810 световых лет (около 2395 парсеков) от Солнца. Видимая звёздная величина звезды — от менее +15,8m до +14,2m.

## Характеристики
EN Андромеды — оранжевая пульсирующая полуправильная переменная звезда типа SRA (SRA) спектрального класса K. Эффективная температура — около 3810 K.